# Центральный страховой фонд
Центральный страховой фонд (англ. Central Provident Fund; кит.: 公积金, пиньинь: Gōngjījīn) — государственный фонд в Сингапуре, который выполняет программу обязательного комплексного страхования для работающих сингапурцев и проживающих на постоянной основе. В первую очередь предусматривает финансирование их пенсий, медицинского обслуживания и жилищных потребностей. Находится в ведении Совета Центрального страхового фонда, государственного комитета при Министерстве трудовых ресурсов. ЦСФ был образован 1 июля 1955 года.

## История
В 1955 году, через 10 лет после японской оккупации, в тяжелейших условиях, британская колониальная власть в Сингапуре создала CPF как обязательную страховую схему, чтобы дать возможность рабочим сэкономить на пенсии.
С переходом Сингапура в категорию развитых стран, ожидаемая продолжительность жизни возросла вместе с ростом уровня жизни. С 1987 года граждане Сингапура обязаны откладывать часть своего дохода на свои счета CPF до достижения возраста 55 лет, чтобы обеспечить себе основной месячный доход после выхода на пенсию.

## Логотип CPF
Круг подчеркивает полноту системы CPF как национальной системы социального страхования.
Щит символизирует надежность и защиту для граждан после выхода на пенсию.
Три ключа символизируют единство трехсторонних отношений между работником, работодателем и правительством.
Использование зелёного цвета в логотипе подчёркивает необходимость постоянного роста CPF и его динамизм.

## Счета
Работающие жители Сингапура и их работодатели делают ежемесячные взносы в CPF, и эти взносы идут на три счета:
- Обычный счёт — на жилье, плату за страхование, инвестиции и образование.
- Специальный счёт — для инвестиций в финансовые инструменты, связанные с пенсией.
- Счет «Медисэйв» — для медицинского обслуживания.

На обучение детей можно получить расходные средства с их счетов CPF, которые открывает правительство при поступлении ребенка в школу.

## Страховые взносы в CPF работодателя и работника

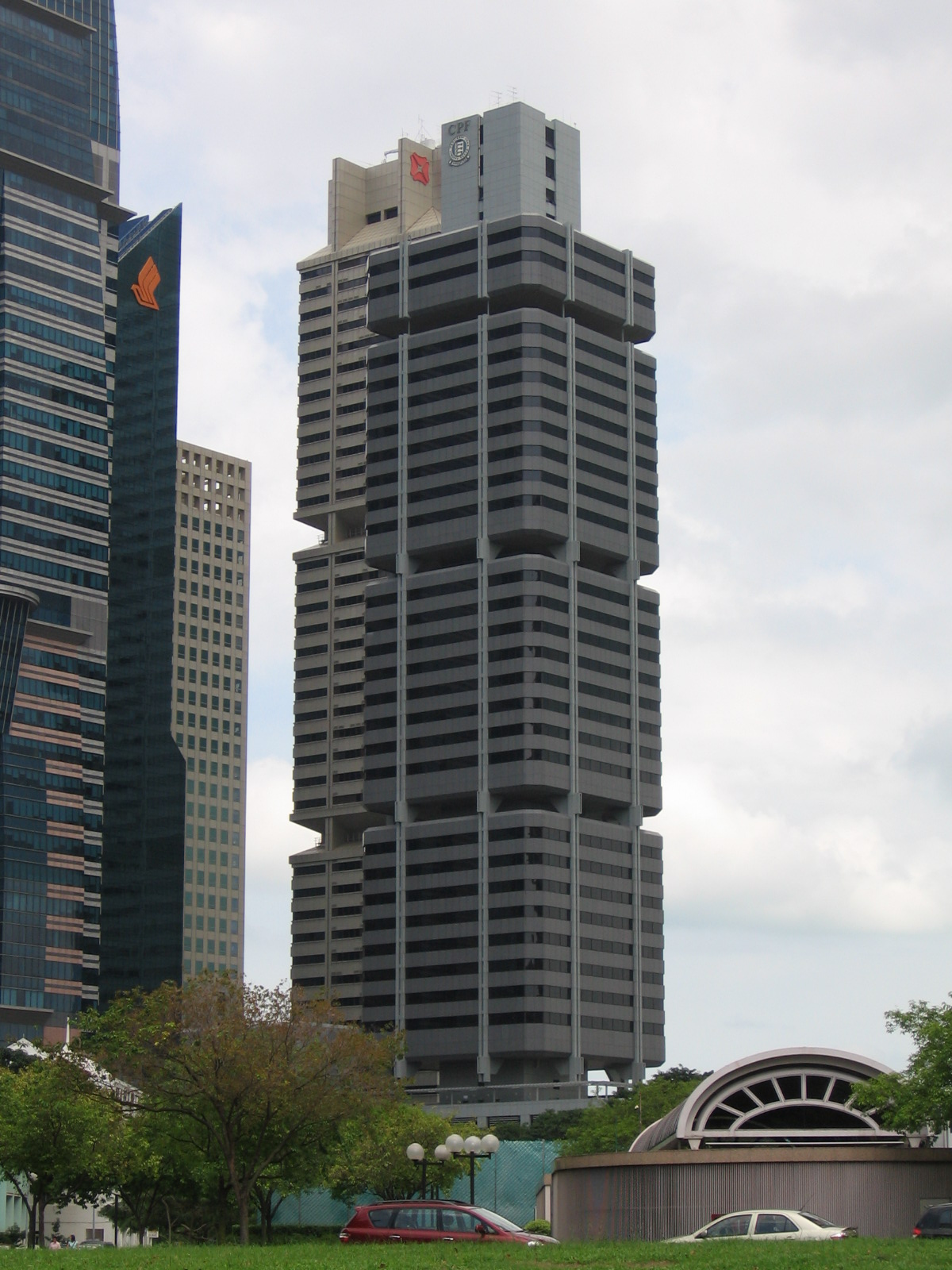
Здание Центрального страхового фонда

В сентябре 2010 года процентная ставка взноса работодателя в CPF, национальный пенсионный фонд, выросла на 0,5 %, что пошло на счет «Медисэйв». В марте 2011 года вклад работодателя поднялся еще на 0,5 %, в пользу специального счета, в результате общий вклад работодателя в CPF стал 15,5 %. Такие изменения позволили установить общую ставку взноса работника и работодателя в CPF на уровне 35,5 %.
В сентябре 2011 года вклад работодателя снова вырос на 0,5 %, таким образом подняв общий вклад (работодатель + работник) до 36 %.

## Покрытие страховки и выплаты

### Пенсия
В возрасте 55 лет сбережения из страхового фонда можно снять, за исключением минимальной суммы, которая остается на счете. Тем не менее, сбережения страхового фонда можно снять полностью, если человек выезжает из Сингапура или западной Малайзии навсегда или в случае необратимой потери дееспособности. Минимальная остаточная сумма CPF может быть использована для покупки пожизненной ренты в лицензированной страховой компании, может быть размещена в лицензированном банке или может оставаться на счете в CPF. Начиная с 62 лет (пенсионный возраст), с минимальной остаточной суммы осуществляются ежемесячные выплаты, чтобы помочь обеспечить базовые потребности на пенсии. Если была куплена пожизненная рента, то выплаты осуществляются в течение всей жизни. Если минимальная остаточная сумма осталась на счету CPF или лицензированного банка, то выплаты осуществляются, пока не иссякнут деньги на счету. Ежемесячные выплаты по желанию можно начать позже, это выгодно, ибо в таком случае выплат хватит на более долгий срок. Например, если выплаты начались в возрасте 63 лет вместо 62, то их хватит до 84-х лет вместо 82-х.